# Simon Cameron
Simon Cameron (Maytown, Pennsylvania, 1799. március 8. – Maytown, Pennsylvania, 1889. június 26.) amerikai vállalkozó, újságíró, vasúti befektető, amerikai államférfi, hadügyminiszter, pétervári nagykövet és szenátor volt. Cameron vagyonát a vasúttal, a csatornákon és a bankszektorban szerezte. A Bank of Middletown alapítója volt. Ezután figyelme a politikai élet felé fordult. 1845-ben Pennsylvania szenátorává választották demokrata párti színekben. Később azonban átlépett a Semmittudók pártjába, ahol viszont nem tudta a pártban biztosítani magának a pennsylvaniai szenátori székért való indulás jogát. Ezután a People's Party tagja lett, melyből a Republikánus párt helyi szervezete lett később. Immár republikánusként ismét szenátorrá választották, majd indult a párt 1860-as elnökjelölt állító választásán.
Cameron Abraham Lincoln támogatására való felhívással lépett ki a megméretésből, így Lincoln hadügyminisztere lehetett. Kevesebb mint egy évig volt miniszter, mert az őt körüllengő korrupció miatt távozni kényszerült. Cameron az Egyesült Államok oroszországi nagykövete lett 1862 június 25-től szeptember 18-ig. A polgárháború után ismét bejutott a szenátusba, ahol fia, J. Donald Cameron lett az utóda, szó szerint csak akkor visszavonulva, mikor fia helyét már biztosította. Cameron olyan erős pártszervezőnek bizonyult, hogy Pennsylvaniában az általa létrehozott bázis jóval halála után is rendre biztosítani tudta magának a választási eredményeket.

## Ifjúsága és vállalkozásai
Charles Cameron és Martha Pfoutz fiaként született egy Pennsylvaniai kisvárosban, Maytownban. Kilencéves volt, mikor apja halála miatt édesanyja szétküldte fiait prominens pennsylvaniai családoknál, akik gondot viseltek rájuk. Simon inas lett Andrew Kennedy nyomdász, a Northumberland Gazette szerkesztője mellett. Sanyarú viszonyok között nevelkedett fel, de az újságok és hírlapok révén ismerkedett meg a politika világával, melyből később meggazdagodott. 1816-ig volt segéd a könyvnyomdában, majd 1821-ben egy washingtoni hírlapnál, a Buck's County Messangernél kapott állást és egyre több politikussal ismerkedett meg, akik felismerték benne a tehetséget. Egy évvel később Washington D.C.-be költözött és belekóstolt a politikába, de közben a Gales and Seaton nyomdánál dolgozott. 1823-ban hozzájárult John Andrew Shulze kormányzóvá választásához, aki Andrew Gregg korábbi szenátort győzte le. A hálából hozzá és családjához juttatott állami pénzeken megvásárolta a Republican c. újságot, melyet onnantól maga szerkesztett. 1824-ben feleségül vette Margaret Brua-t és közösen Harrisburgbe költöztek. Cameron nagyon szerette feleségét és lényegében az összes utazására magával vitte, így a férj és feleség közti levelezésből lényegében semmit sem tud meg az utókor. Cameron hitvallása ezen felül az volt, hogy inkább sétál öt mérföldet, minthogy egyetlen levelet is írjon - abból a megfontolásból, hogy az írásban rögzítetteket nem lehet letagadni.
Shulze jóvoltából Cameron szerkeszthette Pennsylvania állami közlönyét 1825-től 1827-ig. Bátyja az állami csatornarendszer kiépítésére kapott megbízatást. 1826-ban az állami milícia főhadsegédje (adjutant general) lett, melynek folytán tábornoknak kezdték szólítani. Számos vasútvonal létrehozásában vett részt, melyeket később a Northern Central vasútvonallá olvasztottak egybe. Más üzleti vállalkozások mellett ő alapította 1832-ben a Bank of Middletown-t, melyet politikai szövetségesei és kliensei finanszírozására használt fel. 1838-ban biztosnak választották a Winnebago indiántörzs követeléseinek felülvizsgálatára.

## Politikai pályafutása

### Iránykeresés
Cameron politikai karrierjét Demokrata pártiként kezdte, Andrew Jackson és Martin Van Buren elnökké választását támogatva. 1845-ben Pennsylvania szenátorának választották a James K. Polk elnök mellett más megbízatást vállaló és ezért lemondó James Buchanan helyére. Cameron semmilyen hivatalt nem viselt korábban, hanem háttérembernek számított, amely meglehetősen szokatlan volt ekkoriban. Buchanan később maga is elnök lett és szoros barátságban állt Cameronnal. Cameron politikai hitvallása és üzleti érdekei a Whig párthoz álltak közel, de a Whig párt a rabszolgatartás éleződő konfliktusa miatt egymással vitázó frakciókra esett, majd megszűnt létezni. Cameron 1849-ig kitöltötte mandátumát, ekkor azonban választási vereséget szenvedett. Az a megítélés lengte körül, hogy kizárólag személyes érdekei mentén manipulálja a pártot. A demokraták Északon való térvesztése miatt Cameron átlépett a Know Nothing pártba (Semmittudók pártja), ahol azonban nem tudta kieszközölni a szenátori székért való indulást. 1856-ban Semmittudók pártjának szétzilálódása miatt átlépett a Republikánus Pártba. Erős pennsylvaniai bázisának köszönhetően 1857-ben ismét az állam szenátorává választották későbbi politikai ellenfele, Thaddeus Stevens aktív támogatásával.

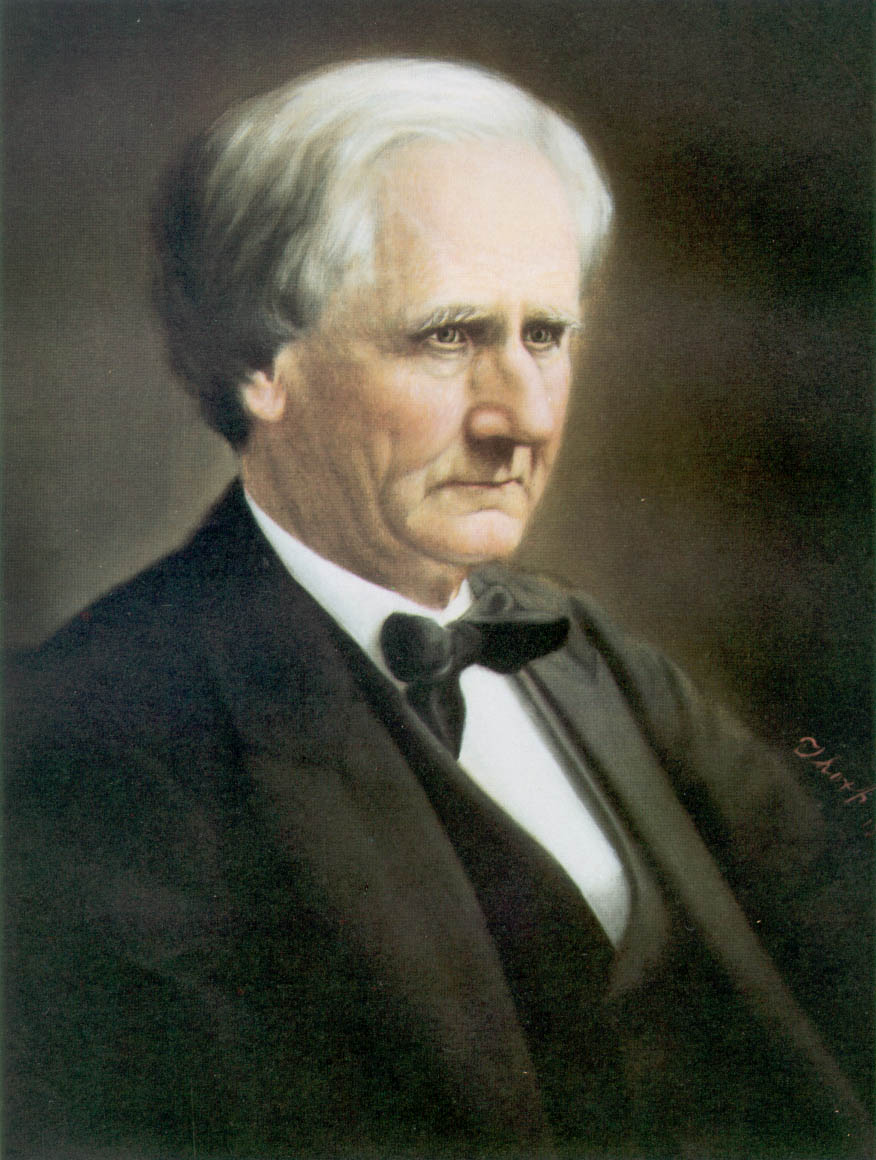
Simon Cameron portréja, Freeman Thorp festménye.

### A Republikánus Párttól a hadügyminiszterségéig
Cameron indult a Republikánus párt 1860-as jelöltállító konvencióján, ahol Abraham Lincoln támogatására felhívva korán kilépett a versenyből, ezzel nagyban hozzásegítve Lincolnt a jelölés elnyeréséhez. 1861-ben Lincoln elnök felkérte miniszterének a kabinetben. Cameron eredetileg pénzügyminiszter szeretett volna lenni, ambícióját a párt illinois-i politikusa, David Davis, Leonard Swett és a New York-i Thurlow Weed támogatta, akik mind William H. Seward politikai szövetségesei voltak. Csakhogy Cameron reputációján már jóval korábban foltot hagyott a még Van Buren elnöksége alatt felügyelt Winnebago indiánokkal folytatott egyezkedéssel kapcsolatos korrupciós gyanú, melyről gúnynevét is nyerte.

A Chicago Tribune befolyásos kiadója és szerkesztője, Joseph Medill azt írta 1860 decemberében a már megválasztott, de még be nem iktatott és a kormányalakítással foglalkozó Lincolnnak Washingtonba: 
|  | „Az itteni összes republikánus azt mondja, hogy Pennsylvaniának erős helye kell legyen a kabinetben, pénzügy, vagy belügy, de ne Cameron legyen az: mert Simon Cameron és Honest Abe, az nem hangzik valami jól együtt. Mint azt [Kingsley] Bingham szenátor megjegyezte előttem, "Lincoln nem akarhat a kabinetjében egy tolvajt, aki a pénzügyet felügyeli."” |
|  | |

Fő ellenfelei Andrew G. Curtin pennsylvaniai kormányzó és Alexander K. McClure, a párt főtitkára voltak. Ezek kiegészülve néhány befolyásos New York-i szerkesztővel, mint Horace Greeley a New York Tribune-tól és William Culled Bryant a New York Evening Posttól vehemensen ellenezték Cameron kinevezését, mivel Salmon P. Chase-t szerették volna pénzügyminiszternek és féltek a Seward-féle politikai kör túlerejétől is. Az elnök a két erőcsoport között őrlődve végül kinevezte Cameront, de nem pénzügyminiszternek, hanem a hadügy élére, arra hivatkozva, hogy Cameronnak hadsegédként töltött szolgálatából kifolyólag van katonai tapasztalata.

### A nagypolitika kereszttüzében
Politikai ellenlábasai szűkebb hazájában ekkor maguk mellé tudták állítani a Republikánus Párt helyi szervezetét. Cameron politikai és üzleti korrupciós ügyeiről masszív pletykák keletkeztek, melyek visszatérően kliensei és barátai ügyletei körül forogtak. A hadügyminisztérium szerződéseiben kirívóan pazarlóan bánt a pénzzel és a beszerzett felszerelések minősége igen gyakran csapnivaló volt. Felmerült a gyanú, hogy Cameron politikai hátországát pénzeli az állam költségére. Maga Cameron kitartóan hangoztatta, hogy ha a pénz érdekelte volna, akkor az üzleti életben jóval többet tudott volna keresni.
John Usher, a Lincoln kabinet egyik tagja idézte Cameron egy vacsorán előadott védekezését: 
|  | „Ha egyáltalán valamilyen képességgel rendelkezem, akkor az a pénzcsinálás. Nincs szükségem ellopni. Bármely nap ha kimegyek az utcára annyi pénzt tudok keresni, amennyit csak akarok a világban. Abszurd ilyesmivel [korrupcióval] vádolni engem. Amikor a háború kitört, tudtam, hogy a Baltimore-Harrisburg vasút, a Pennsylvaniai Northern Central szükségszerűen jó befektetés. A katonák és az emberek ... Washington irányában kénytelenek lesznek ezen utazni. A papír alig ért pár centet az egydolláros névértékéből. Én azonban tudtam, hogy egyszerűen elkerülhetetlen, hogy elérje a névértékét, vagy annak közelébe emelkedjen. Nagy mennyiségben vásároltam és megmondtam Mr. Lincolnnak, hogy ha ad tízezer dollárt, akkor annyi pénz csinálok belőle, amennyit csak akar." Cameron szerint az elnök visszautasította az ajánlatot.” |
|  | |

Cameron gyaníthatóan valóban notóriusan korrupt volt, és a Kongresszus határozatban ítélte el megkérdőjelezhető tevékenységét. Thaddeus Stevenst, a radikális republikánusok egyik kongresszusi vezéralakját, Cameron politikai vetélytársát Cameron tisztességéről megkérdezve Abraham Lincoln azt a feleletet kapta: "Nem hiszem, hogy Simon Cameron ellopna el egy tüzesre hevült kályhát". Ez nyilvánvalóan azt implikálta, hogy minden mást viszont ellopna, így Cameron követelte, hogy vonja vissza állítását. Stevens ekkor azt mondta Lincolnnak: "Azt hiszem azt találtam mondani, hogy Simon Cameron nem lopna el egy tüzesre hevült kályhát. Ezt most visszavonom."

A háború kezdetén az Unió abszolút felkészületlen volt. 
|  | „Teljesen felkészületlenül vágtunk bele ebbe a konfliktusba és egyelőre legalábbis még a háború legalapvetőbb kellékeivel sem rendelkeztünk. Nem voltak ágyúink, és akkor sem tudtuk volna használni őket, ha lettek volna, mivel nem volt lőszerünk hozzá, sem [lő]porunk, sem salétromunk, sem golyóink, sem semmink.” |
|  | |

 Cameron hadügyminiszterként nem volt képes a hadsereg logisztikai gondjain hatékonyan enyhíteni. A korrupció és a hadügyi tárcánál uralkodó káosz oda vezetett, hogy politikustársai kritikát fogalmaztak meg vele szemben a katonák hiányos felszerelése okán. 1861. július 24-én a Bull Run-i csatában elesett bátyja, James Cameron, aki a 97. New York-i gyalogezred ezredese volt. Simon Cameron bátyja volt alakulatának később felszereléseket vásárolt és adományozott, valamint emlékmű állítását finanszírozta.
A vele szemben szerveződött érdekcsoport intrikáit semlegesítendő és rossz teljesítményét eltussolandó Cameron politikai szövetségre lépett az elnökkel politikai nézeteltérésben levő belső ellenzékkel, a radikális republikánusok kongresszusi csoportjával. Ezeket Charles Sumner massachusettsi, Ben Wade ohiói, George Julian indianai, William Fessenden maine-i képviselő neve fémjelezte. Cameron rabszolgasággal kapcsolatban vallott nézetei konzervatívak voltak, de a fejlemények hatására fokozatosan magáévá tette a radikálisok megközelítését, miszerint a háború központi törekvése az emberek fölötti tulajdonjog intézményének megszüntetése kell legyen.

1861 decemberében összeállított éves jelentésében Cameron egy passzust szentelt a radikálisok politikai céljait magáévá tévő fejtegetésének: 
|  | „Amely személyek a kormányzat ellen harcolnak, fegyveres lázadásuk folyományaként igazságosan megfosztatnak az alkotmányból folyó és a törvények által biztosított tulajdonjoguktól, kiváltságaiktól és biztonságuktól; és mivel rabszolgáik munkája és szolgálata jelenti a lázadók legfőbb tulajdonát, ezért az ilyen tulajdonnak osztozni kell a háború által szabott sorsban, mellyel ők maguk hűséges állampolgáraink tulajdonát fenyegetik. A kormányzatnak ugyanolyan joga van rabszolgákat szükség esetén felfegyverezni, mint ahogy az ellenségtől zsákmányolt lőport felhasználni is joga van.” |
|  | |

Lincoln elutasította ezt a nézetet, mely elveiben összecsengett John C. Frémont dandártábornok Missouri állambeli rabszolgaelkobzásaival és a radikálisok növekvő hangú követeléseivel. Lincoln mindezzel nem értett egyet és kérte, hogy Cameron ne szerepeltesse jelentésében ezeket a kitételeket. Ez azonban Cameron teljes politikai elszigetelődését jelentette volna, így az erre nem volt hajlandó és inkább az elvi nézeteltérés miatti szép távozást választotta. Miután Cameron nem volt hajlandó visszalépni álláspontjától, Lincoln a jelentés szétküldött példányait visszarendelte és 1862. január 14-én leváltotta Cameront. Utóda az az Edwin M. Stanton lett, aki jogi tanácsadó volt Cameron minisztériumában és a kérdéses passzust voltaképpen a jelentésbe írta. A passzus szelleme megfelel az egy évvel később Lincoln által kibocsátott Emancipációs Kiáltvány nézeteinek, mellyel az elnök akkori saját szorult politikai helyzetéből igyekezett kiszabadulni.
Az elnök titkára, John Nicolay megjegyzése szerint Cameron "önző, nyíltan udvariatlan volt az elnökkel szemben, kellemetlen az ország számára és képtelen volt mind részletek kidolgozására, mind pedig nagyobb tervek kivitelezésére."

### Az oroszországi nagykövet
Lincoln azonban nem akarta a Pennsylvaniában erős támogatottsággal rendelkező Cameron befolyását elveszteni, ezért megengedte, hogy Cameron a felmentése előttre datált lemondást nyújtson be, és a további kritikáktól megvédve orosz nagykövetté nevezte ki a polgárháború idejére. Cameron szerint a kabinetből való kizárását részben John C. Frémont-nak köszönhette, akit a nyugati hadszíntér parancsnoki székéből pár hónappal korábban váltottak le. 
|  | „Szükségesnek mutatkozott, hogy valaki odamenjen és Frémont-nal foglalkozzon. [Montgomery] Blair ment először és mikor visszajött, csak mismásolt. Ezek után mindenki azt akarta, hogy én menjek. Megmondtam Lincolnnak, hogy megértem, hogy Frémont-nak mennie kell, és valakinek meg majd az egész ódiumát magára kell vállalnia. Ha ez én leszek, akkor valószínűleg elvesztem az itteni pozíciómat. Ebben az esetben adnia kell egy külföldi megbízatást. Így kezdődött az orosz misszió” |
|  | |

Cameron májusig el sem indult, mert közéleti levelezésben és újságcikkekben védte hírnevét és tevékenységét a további vádakkal szemben. Egy pennsylvaniai kongresszusi képviselő oroszországi kiküldetéséről azt mondta, hogy üzenetet kell küldeni a cárnak, hogy éjszakánként zárja el a vagyontárgyait. Sikeresen biztosította az orosz támogatást az USA számára, majd hirtelen 1862. szeptember 18-án lemondott és visszaindult Pennsylvaniába. Megbízatása legnagyobb részét az Európán való átutazás tette ki oda és vissza. Visszatérésének oka az volt, hogy indulni óhajtott az 1862-es szenátusi választáson, mire azonban 1862 novemberében megérkezett, a választást lekéste. 1863 februárjában Lincoln nyomására határoznia kellett, hogy mit akar. Ekkor Cameron kénytelenségből lemondott. Az új orosz nagykövet egykori elődje, Cassius M. Clay lett.

### Pennsylvania ura
Az 1863-as választás azonban azon kevés választások egyike volt, ahol Cameron nem tudott felülkerekedni riválisain. A Curtin-McClure-féle ellenlábas csoport továbbra is erősebbnek bizonyult Pennsylvaniában és Curtin 1863-as újraválasztásával a kormányzóság átvételében is megakadályozták. Lincoln további támogatásával Cameron értékes háttérember maradt az elnök számára. Az elnök rendszeresen bizalmasan egyeztetett vele a Pennsylvaniát érintő kinevezésekkel kapcsolatban, így nemhivatalos befolyása egyre nőtt. Gideon Welles tengerészeti miniszter szerint Cameron emberei: 
|  | „továbbra is ott voltak a pénzügyben és a postaminisztériumban, a Kongresszus összes tagjának egyesített erőfeszítései ellenére. Az elnök politikájának kézben tartásában okosságot mutat.” |
|  | |

1863-ban még Benjamin Butler elnökként való jelölését támogatta, azonban megérezve az újraválasztásra való esélyei javulását Cameron végül fontos szervezőmunkát fejtett ki Lincoln másodszori indulásában. Ő eszközölte ki Butler és a radikális republikánusok támogatásának megszerzését számára és saját állítása szerint ő hozta tető alá Andrew Johnson alelnökségét. Lincoln pennsylvaniai választási kampányát is maga szerette volna vezetni, de ebben még meg kellett hajolnia McClure akarata előtt.
Kongresszusi karrierje Lincoln halálát követően indult újra. Pennsylvaniai politikai hátországát időközben olyan erősre építette ki, hogy az a következő 70 évben domináns politikai gépezet maradt. Cameront 1867-ben ismét beválasztották a szenátusba. Csatlakozott közeli barátja, Ulysses S. Grant politikai támogatóihoz és elősegítette megválasztását az elnöki székbe 1868-ban és 1872-ben. 1880-ban, Grant harmadik indulásának szervezésében is részt vett, ám ez a kísérlet nem hozott sikert számára. 1871-től a Szenátus Külpolitikai Bizottságának elnöke volt. Meggyőzte Grantet, hogy fiát, J. Donald Cameront válassza hadügyminiszterének 1876-ban. Ezután Cameron segédkezett Rutherford B. Hayes elnökjelöltté választásában. 1877-ben visszavonult a szenátusból, de csak miután fia számára biztosította székét. Szándéka szerint fia lett volna politikai kliensrendszerének haszonélvezője is, de a párt pennsylvaniai feje Matthew Quay lett, az ifjabb Cameront a pozíciótól elütve.

## Aggkora és halála
Az idős Cameron ezek után Donegal Springs-i farmján élt haláláig. Halálát agyvérzés okozta. A Harrisburg Cemetery-ben van eltemetve, Cameron megyében, mely róla kapta a nevét.
A louisianai Cameron Parish szintén az ő tiszteletére lett róla elnevezve.

## Fordítás
Ez a szócikk részben vagy egészben  a   Simon Cameron című angol Wikipédia-szócikk ezen változatának fordításán alapul.  Az eredeti cikk szerkesztőit annak laptörténete sorolja fel. Ez a jelzés csupán a megfogalmazás eredetét és a szerzői jogokat jelzi, nem szolgál a cikkben szereplő információk forrásmegjelöléseként.